# Женикур сир Мез
Женикур сир Мез (фр. Génicourt-sur-Meuse) насеље је и општина у североисточној Француској у региону Лорена, у департману Меза која припада префектури Верден.
По подацима из 2011. године у општини је живело 270 становника, а густина насељености је износила 33,79 становника/km². Општина се простире на површини од 7,99 km². Налази се на средњој надморској висини од 178 метара (максималној 360 m, а минималној 203 m).

## Демографија
| 1962. | 1968. | 1975. | 1982. | 1990. | 1999. | 2011. |
| ----- | ----- | ----- | ----- | ----- | ----- | ----- |
| 145   | 170   | 162   | 179   | 216   | 234   | 270   |

График промене броја становника у току последњих година